# سلسله گوارامی

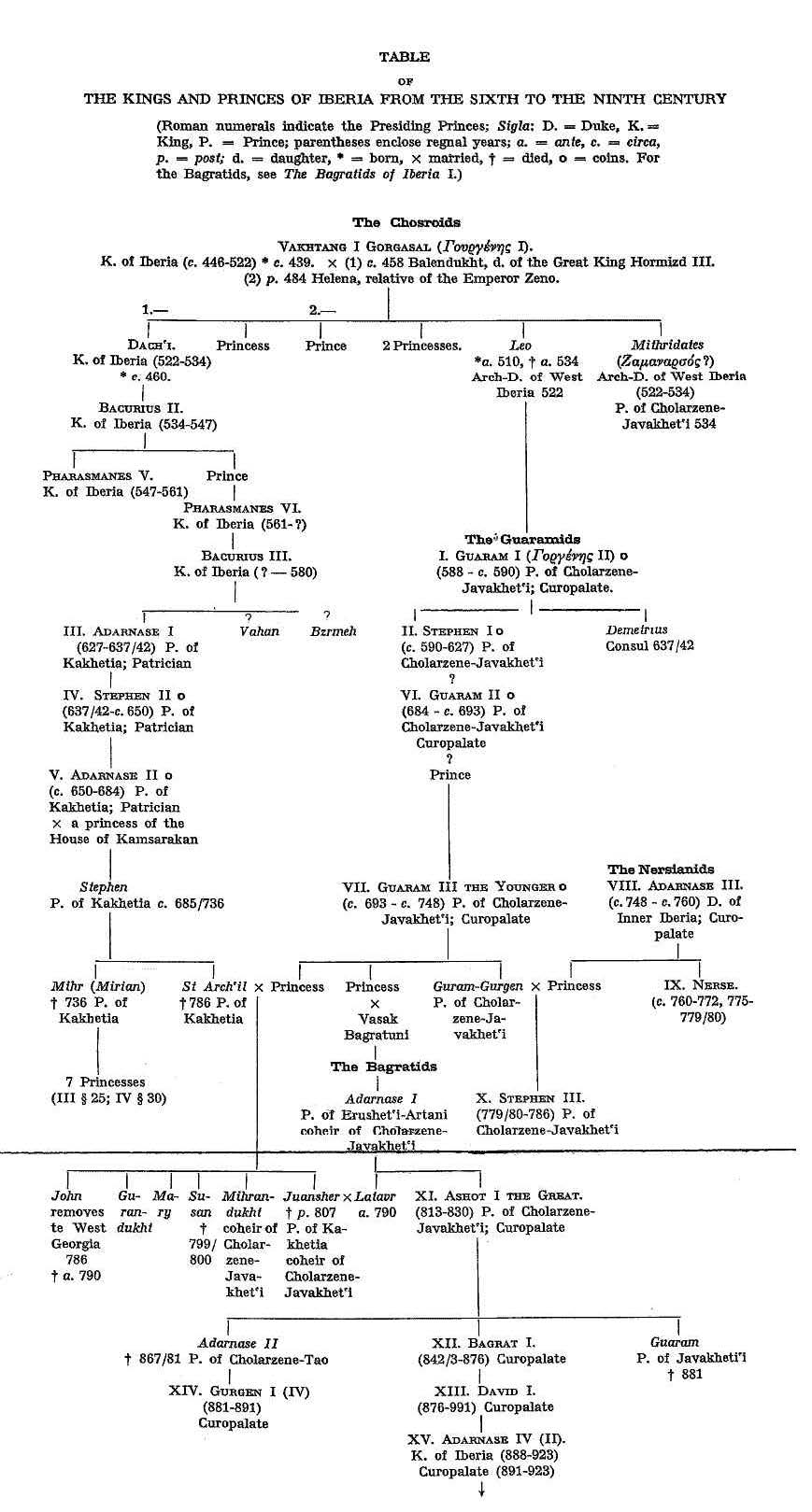
شجره نامه سلسله گوارامی

سلسله گوارامی یا گوارامی‌ها (گرجی: გურამიანი) شاخه جوانتر از خاندان سلطنتی خسرویانی‌ها در ایبریا بودند؛ که به عنوان حکومت شاهزادگان یا اریسمتاواری (Erismtavari) در دوره‌های ۵۸۸–۶۲۷، ۶۸۴–۷۴۸ و ۷۷۹ / ۷۸۰–۷۸۶ بر ایبریا حکم راندند و سه نفر از آنها توسط حکومت بیزانس عنوان نایب‌السلطنه دریافت کردند.

## تاریخچه
این شاخه از سلاطین ایبریا از نوادگان لئو، پسر واختانگ یکم و همسر دومش، هلنا که ارتباطاتی با بیزانس داشت بودند. لئو و برادرش مهرداد بخش غربی پادشاهی ایبریا را تشکیل می‌دادند. از آغاز سال نو با پسر لئو پسر گارام I (بخش ۵۸۸ تا ۵۹۰)، اعضای این خاندان در سالهای ۵۸۸–۶۲۷، ۶۸۴–۷۴۸ و ۷۷۹ / ۷۸۰–۷۸۶ سرپرست ایبریا بودند. سه نفر از آنها به وسیله دربار بیزانس، شایستگی دوستی خارجی با شأن خویشاوندی را به دست آوردند.
سلسله گوارامی‌ها از طریق ازدواج با خاندانهای اصلی گرجستان مانند خسرویانی‌ها، نرسیانی‌ها با باگراتیونی‌ها با آنها مرتبط بودند. در مورد دوم، ازدواج دختر گورام سوم (۷۷۹ / ۷۸۰–۷۸۶) با شاهزاده‌ای فرانسوی از دودمان باگراتونی باعث ایجاد سلسله جدید باگراتیونی‌ها شد که بعداً تبدیل به آخرین و طولانی‌ترین خانواده حاکم بر گرجستان شد. انقراض گوارامی‌ها در اواخر قرن هشتم به عموزاده باگراتیونیشان اجازه داد تا میراث خود از املاک سابق گوارامی‌ها را برای زمانی که خود به قدرت رسیدند حفظ نمایند.

## حاکمان گوارامی ایبریا
- گوارام یکم (۵۸۸–۵۹۰)
- استفانوس یکم (۵۹۰–۶۲۷)
- گوارام دوم (۶۸۴–۶۹۳)
- گوارام سوم (۶۹۳–۷۴۸)
- استفانوس سوم (۷۷۹/۷۸۰–۷۸۶)